# Before the Dawn
För andra betydelser, se Before the Dawn (olika betydelser).
Before the Dawn är ett melodisk death/gothic metalband från Lahtis, Finland. Bandet startade året 1999 av Tuomas Saukkonen.

## Medlemmar
Nuvarande medlemmar
- Tuomas Saukkonen – sång, growl, kompgitarr, akustisk gitarr (1999–2013), keyboard
- Juho Räihä – sologitarr
- Pyry Hanski – basgitarr
- Paavo Laapotti – sång
- Satu Moilanen – keyboard

Tidigare medlemmar
- Timo Hankola – gitarr
- Pekka Sarkkinen – gitarr
- Kimmo Nurmi – trummor (2000–2001)
- Panu Willman – gitarr, sång (2000–2004)
- Jarkko Männikkö – keyboard (2000–2003)
- Tiina Ahokas – keyboard, violin, sång (2000)
- Tomi Malin – basgitarr (2001)
- Toni Broman – basgitarr (2001–2004)
- Mika Tanttu – trummor (2001)
- Jani Saajanaho – gitarr, sång (2001)
- Dani Miettinen – trummor (2002–2004)
- Mika Ojala – trummor (2002), keyboard (2004–2005)
- Aatu Mukka – trummor (2005–2006)
- Lars Eklind – sång, basgitarr (2007–2011)
- Atte Palokangas – trummor (2009–2011)
- Joonas Kauppinen – trummor

## Diskografi
Demo
- To Desire (2000)

Studioalbum
- My Darkness (2003)
- 4:17 AM (2004)
- The Ghost (2006)
- Deadlight (2007)
- Soundscape of Silence (2008)
- Deathstar Rising (2011)
- Rise of the Phoenix (2012)
- Stormbringers (2023)

EP
- Gehenna (2001)
- Decade of Darkness (2010)

Singlar
- "Deadsong" (2007)
- "Faithless" (2007)
- "The Final Storm" (2021)

Video
- The First Chapter (DVD) (2005)